# Ri-Fi
Ri-Fi est un label discographique italien de musique pop, basé à Milan, en Lombardie. Son logo se composait du mot « RIFI » en lettres capitales au-dessus d'une ligne droite et entrecoupé d'un triangle à base inférieure reposant sur la ligne.

## Histoire

### Fondation et activités
Ri-Fi est fondé en 1959 par Giovanni Battista Ansoldi (qui en devient l'administrateur délégué) en collaboration avec le producteur Alberto Carisch (devenu l'éditeur musical de référence du label avec Southern Music) et l'entrepreneur en matières plastiques et futur sénateur démocrate-chrétien Giampiero Rossi (de Rossi Materie Plastiche à Busto Arsizio) sous le nom de Ri-Fi Records Company (devenu par la suite Ri-Fi Industrial Group).
Ansoldi avait déjà une certaine expérience en tant qu'industriel dans le domaine des matières plastiques, mais il avait décidé de se lancer dans la musique, à la fois par passion et parce qu'il pressentait que l'industrie du disque connaîtrait bientôt un grand développement grâce à l'essor d'un marché jeune.
Le label est établi dans plusieurs bureaux à l'intérieur d'un bâtiment situé Corso Buenos Aires 77 à Milan. Les premières productions sont destinées à des tiers : impressions flexibles pour la « nuova enigmistica tascabile » (NET), le magazine Dischi e Canzoni, Cera Grey et Caffè Buscaglione. Dans les années 1960, Ri-Fi devient un label à part entière et commence à produire ses propres artistes.
Dans les années 1970, certains artistes (dont Mina) quittent le label. Atlantic Records cesse d'être distribué par Ri-Fi tandis que la distribution de Tamla Motown Records est reprise. Les nouveaux artistes sont Franco Simone, Homo Sapiens, Dik Dik, Circus 2000 tandis qu'une ligne de disques à prix moyen est mise sur le marché, appelée « Linea Penny », sur la vague d'une tendance déjà connue (célèbre est la « lineatre » de Rca Italiana). L'étiquette des disques devient noire avec un cercle extérieur multicolore. C'est au cours de cette décennie que Ri-Fi se consacre également à la promotion du genre progressif — plus ou moins commercial — avec des groupes et artistes tels que les Califfi, Mack Sigis Porter, Odissea, Il segno dello Zodiaco, ainsi que I Giganti, Circus 2000 et Homo Sapiens déjà mentionnés.

### Filière productive
Le siège du label (Corso Buenos Aires 77 à Milan) n'est en réalité que le lieu juridique et administratif, composé des bureaux de la direction, du personnel et de quelques salles de représentation. Aucune activité de production n'y était exercée, si ce n'est dans le cadre de la prise de décision ou de la supervision. Contrairement à RCA Italiana, CGD et quelques autres grandes entreprises, Ri-Fi ne dispose pas de ses propres installations d'enregistrement, avec des salles de répétition et d'enregistrement, et encore moins de laboratoires internes et d'installations pour le mixage et l'impression des produits. Pour ces activités, également très coûteuses en termes de mise à jour technologique, il est plus pratique de louer des studios ou de faire appel à des intervenants extérieurs en fonction des besoins, en les modifiant au fil des ans. Entre autres, les studios Play-Co de Milan sont utilisés pour les enregistrements, et pour le graphisme, supervisé par le responsable de la promotion de Ri-Fi, Wladimiro Albera, des graphistes et des dessinateurs (Gianni Pinaglia et Studio Pinaglia) et des peintres (Mario Moletti et « Studio Moletti ») sont engagés ; cependant, ces informations, comme l'impression, étaient liées à des contrats internes et ne sont presque jamais présentes sur les pochettes d'albums.